# Jiří Strejc

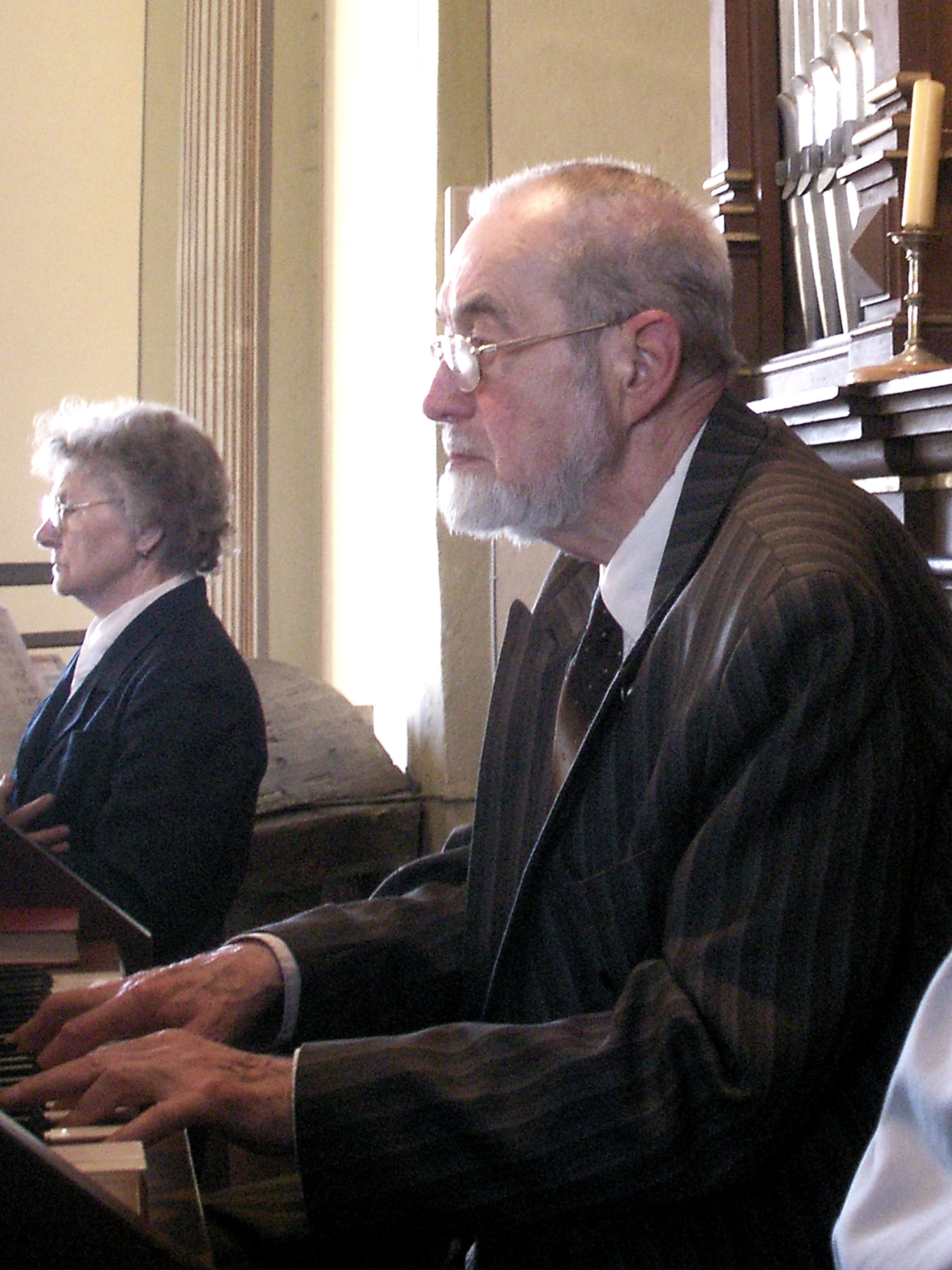
Jiří Strejc

Jiří Strejc (* 17. April 1932 in Prag; † 8. Dezember 2010 ebenda) war ein tschechischer Komponist, Organist, Chorleiter und Musikpädagoge.

## Leben
Jiří Strejc wurde 1943 im Alter von elf Jahren Organist und Chorleiter der Marienkirche in Prag-Lhotka, nachdem der Organist seiner Heimatgemeinde zum Arbeitsdienst nach Deutschland eingezogen worden war. Er nahm privaten Klavierunterricht bei Marie Vojtěchová und Unterricht in Harmonielehre, Kontrapunkt und Musiktheorie bei Vojtěch Říhovský. Am Konservatorium und der Musikakademie studierte er später Orgel bei Miroslav Kampelsheimer und Bedřich Antonín Wiedermann sowie Komposition bei Otto Albert Tichý. Strejc betätigte sich als Konzertorganist, Chorleiter, Orgellehrer und Komponist. In den 1970er Jahren gründete er den professionellen Kammerchor Cantores Artis Antique. Ab 1993 war er Orgellehrer an der Bischöflichen Schule in Hradec Králové.

## Familie
Jiří Strejc ist der Vater von Martin Strejc (* 1957), der ebenfalls als Organist und Chorleiter bekannt ist.

## Auszeichnung
Für sein Chorwerk Hirsadcany, das er dem tschechischen Präsidenten Václav Havel widmete, wurde er mit dem Preis der Jan-Masaryk-Gesellschaft ausgezeichnet.